# Español hondureño

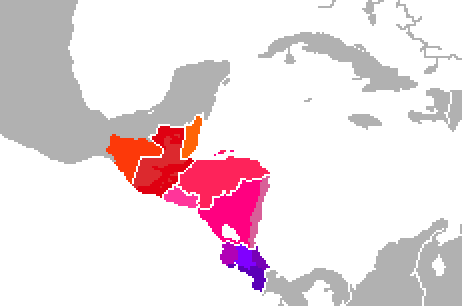
Variedades lingüísticas del español centroamericano.

El español hondureño (es-HN) es la forma del idioma español que se habla en Honduras y en zonas fronterizas con Guatemala, El Salvador y Nicaragua. El español hondureño es hablado por la población hondureña y por personas afiliadas a la nación centroamericana. 

## Fonología
- El español de Honduras, como variedad centroamericana, pronuncia la fricativa /x/, representada en la escritura con ⟨j⟩ y ⟨g⟩, como una simple aspiración [h].[3]
- /ʝ/ a veces se elide en contacto con las vocales anteriores.[3]
- La /n/ final de palabra se velariza como [ŋ].[3]
- /s/ a menudo se aspira o se elide en la posición final de palabra o sílaba. Como una extensión aparente de esto, incluso se puede aspirar en entornos de inicial de palabra o medial de palabra, inicial de sílaba. Esta aspiración medial de palabra es más común cerca de los límites del morfema, y en el pronombre nosotros, 'nosotros'. La reducción de /s/ es más común en el norte de Honduras. Es menos común en áreas del departamento de Copán cerca de la frontera con Guatemala, en Comayagua y entre las clases altas de Tegucigalpa.[4]

## Pronombres singulares en segunda persona
En Honduras existen dos pronombres singulares en segunda persona: usted y vos.  

### Usted
"Usted" es el pronombre en segunda persona del singular que se usa en  situaciones formales e informales en  Honduras. Algunos usan el "usted" para dirigirse a todas las personas y tales hablantes se dirigen a los niños pequeños con "usted." También se suele usar entre extraños, autoridades, adultos mayores y otras formalidades. El "usted" es una forma importante de respeto para los hondureños sin importar la clase socioeconómica. Su uso refleja el valor cultural que se le pone al "usted" como pronombre de más importancia de la oralidad hondureño. En situaciones donde hay personas de diferente estatus social, la persona menor se refiere a la mayor de usted mientras que el mayor vosea, tutea, o reciproca el ustedeo con la persona menor.

### Vos
"Vos" es el pronombre de segunda persona del singular que se utiliza entre familiares y amistades. El voseo es más comúnmente utilizado para personas de la misma posición académica o laboral. Algunos adultos usan "vos" para dirigirse a los niños o jóvenes y para formar una distinción generacional, pero otros adultos se dirigen a todos sin importar la edad o estatus con "usted". Las nuevas generaciones de hondureños suelen ser más flexibles en su empleo del voseo. En familias de origen hondureño en el extranjero y dentro de Honduras, se suele ver el voseo en relación con las personas mayores, particularmente a los padres. Es el más usado y preferido por todo el país, el uso del pronombre "vos" es parte de la norma culta. En publicidad, comunicación académica y comercial se prefiere el uso del tú.